# Maxus D90

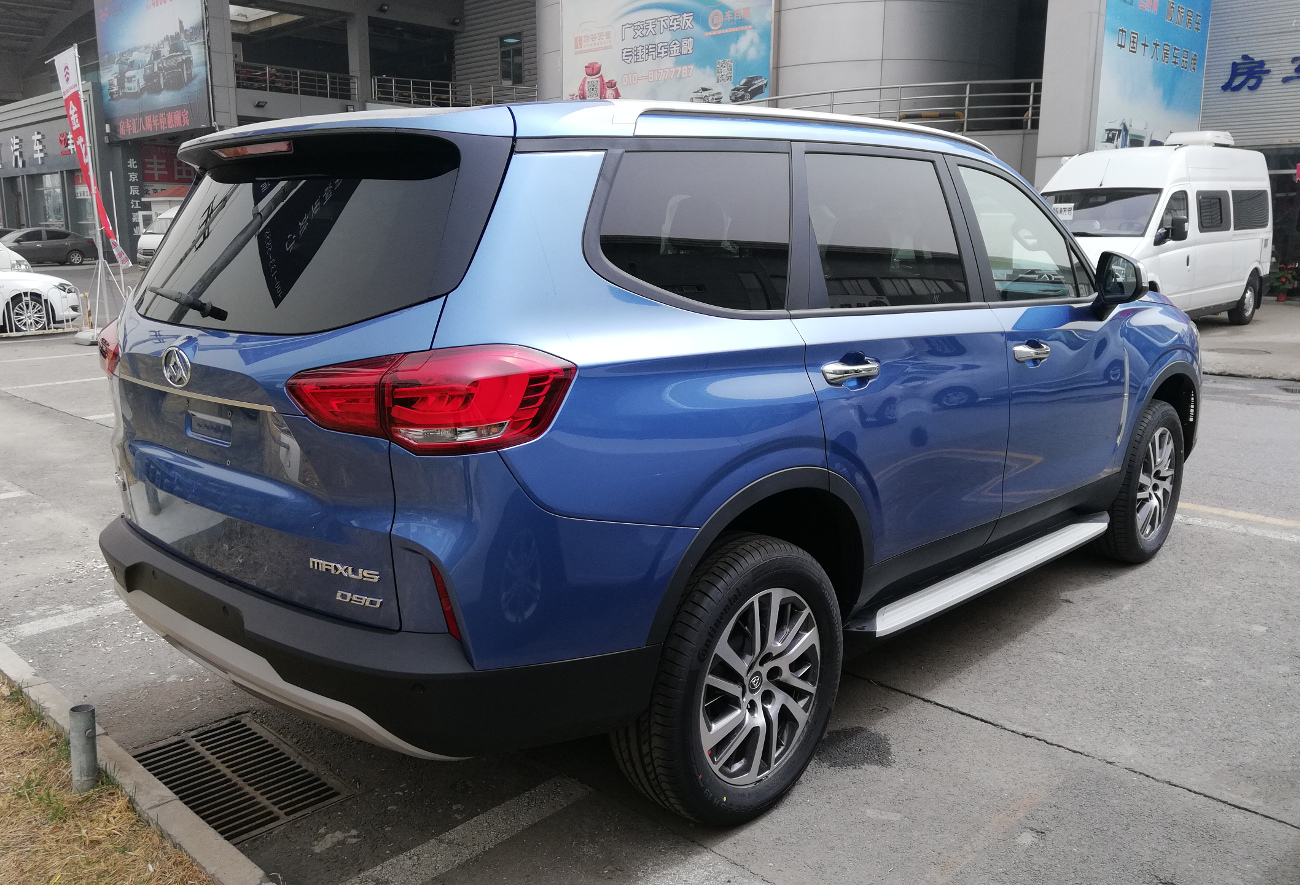
Heckansicht

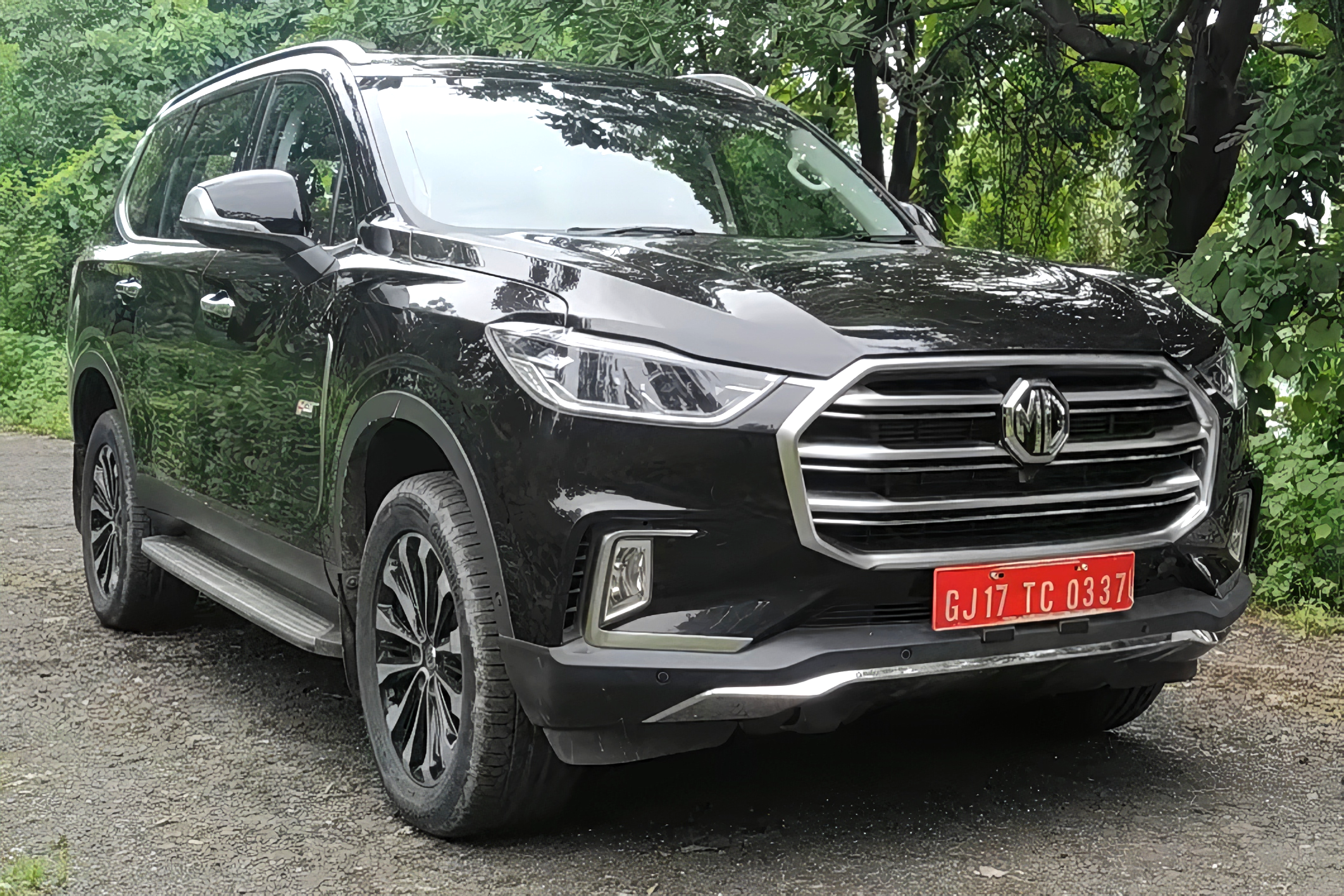
MG Gloster (seit 2020)

Der Maxus D90 ist ein SUV der zum chinesischen Automobilhersteller SAIC Motor gehörenden Marke Maxus.

## Geschichte
Erstmals der Öffentlichkeit gezeigt wurde der D90 als Konzeptfahrzeug auf der Beijing Autoshow 2016, seit Oktober 2017 wird das Fahrzeug in China verkauft. Im März 2022 kam das geländegängigere Sondermodell Amazon Edition in den Handel.
Der Roewe RX8 baut auf der gleichen Plattform auf. In Indien wird die Baureihe seit Oktober 2020 als MG Gloster verkauft. Auf anderen Exportmärkten wie beispielsweise Australien ist die Baureihe als LDV D90 bekannt. Der im Juli 2019 eingeführte Maxus D60 ist unterhalb des D90 positioniert.

## Technische Daten
Den Antrieb im D90 übernimmt ein bis zu 192 kW (261 PS) starker Zweiliter-Ottomotor, der auch im Roewe RX8 zum Einsatz kommt. Serienmäßig hat das Fahrzeug Hinterradantrieb, wahlweise ist Allradantrieb erhältlich. Seit Anfang 2020 ist auch ein Zweiliter-Dieselmotor erhältlich.
| Kenngrößen                                  | 2.0 T                      | 2.0 T                             | 2.0 T                      | 2.0 T Diesel                | 2.0 T Amazon Edition       |
| Bauzeitraum                                 | 06/2019–04/2024            | 10/2017–04/2020                   | seit 06/2023               | 04/2020–09/2022             | seit 03/2022               |
| Motorkenndaten                              |                            |                                   |                            |                             |                            |
| Motortyp                                    | R4-Ottomotor               | R4-Ottomotor                      | R4-Ottomotor               | R4-Dieselmotor              | R4-Dieselmotor             |
| Hubraum                                     | 1995 cm³                   | 1995 cm³                          | 1986 cm³                   | k. A.                       | 1996 cm³                   |
| Motoraufladung                              | Turbolader                 | Turbolader                        | Turbolader                 | Turbolader                  | Turbolader                 |
| max. Leistung                               | 160 kW (218 PS) / 5300     | 165 kW (224 PS) / 5500            | 192 kW (261 PS)            | 120 kW (163 PS) / 4000      | 160 kW (218 PS) / 4000     |
| max. Drehmoment                             | 350 Nm / 2000–4000         | 360 Nm / 4000                     | 410 Nm                     | 480 Nm / 1500–2400          | 500 Nm                     |
| Kraftübertragung                            |                            |                                   |                            |                             |                            |
| Antrieb, serienmäßig                        | Hinterradantrieb           | Hinterradantrieb                  | Allradantrieb              | Hinterradantrieb            | Allradantrieb              |
| Antrieb, wahlweise                          | (Allradantrieb)            | (Allradantrieb)                   | —                          | (Allradantrieb)             | —                          |
| Getriebe, serienmäßig                       | 8-Stufen-Automatikgetriebe | 6-Gang-Schaltgetriebe             | 8-Stufen-Automatikgetriebe | 8-Stufen-Automatikgetriebe  | 8-Stufen-Automatikgetriebe |
| Getriebe, wahlweise                         | —                          | 6-Stufen-Automatikgetriebe        | —                          | —                           | —                          |
| Messwerte                                   |                            |                                   |                            |                             |                            |
| Höchstgeschwindigkeit                       | 185 km/h (185 km/h)        | 185 km/h (175 km/h)               | 190 km/h                   | 180 km/h (180 km/h)         | 180 km/h                   |
| Beschleunigung, 0–100 km/h                  | 11,9 s (k. A.)             | 10,8 s (11,2 s)                   | k. A.                      | k. A. (k. A.)               | k. A.                      |
| Kraftstoffverbrauch auf 100 km (kombiniert) | 9,2 l Super (9,8 l Super)  | 8,9–9,5 l Super (9,5–9,8 l Super) | 10,9 l Super               | 7,2 l Diesel (8,2 l Diesel) | 8,2 l Diesel               |
| Tankinhalt                                  | 75 l                       | 75 l                              | 75 l                       | 75 l                        | 75 l                       |

* Werte in Klammern gelten für Modelle mit Allradantrieb